# الطواف النسائي للاتحاد الدولي لكرة المضرب – 2016 (يناير–مارس)
الطواف النسائي للاتحاد الدولي لكرة المضرب هي نسخة عام 2017 من الجولة الثانية في لعبة كرة المضرب للمحترفات. تنظمها الاتحاد الدولي لكرة المضرب وهي درجة أقل من جولة رابطة محترفات التنس. يتضمن الطواف العالمي لكرة المضرب النسائية برعاية الاتحاد الدولي لكرة المضرب بطولات بجوائز مالية تتراوح من $15،000 إلى $100،000.

## المواسم
| مواسم الطواف العالمي لكرة المضرب النسائية برعاية الاتحاد الدولي لكرة المضرب | مواسم الطواف العالمي لكرة المضرب النسائية برعاية الاتحاد الدولي لكرة المضرب | مواسم الطواف العالمي لكرة المضرب النسائية برعاية الاتحاد الدولي لكرة المضرب | مواسم الطواف العالمي لكرة المضرب النسائية برعاية الاتحاد الدولي لكرة المضرب | مواسم الطواف العالمي لكرة المضرب النسائية برعاية الاتحاد الدولي لكرة المضرب | مواسم الطواف العالمي لكرة المضرب النسائية برعاية الاتحاد الدولي لكرة المضرب | مواسم الطواف العالمي لكرة المضرب النسائية برعاية الاتحاد الدولي لكرة المضرب | مواسم الطواف العالمي لكرة المضرب النسائية برعاية الاتحاد الدولي لكرة المضرب | مواسم الطواف العالمي لكرة المضرب النسائية برعاية الاتحاد الدولي لكرة المضرب | مواسم الطواف العالمي لكرة المضرب النسائية برعاية الاتحاد الدولي لكرة المضرب |
| تسعينيات القرن العشرين                                                      | تسعينيات القرن العشرين                                                      | تسعينيات القرن العشرين                                                      | تسعينيات القرن العشرين                                                      | تسعينيات القرن العشرين                                                      | تسعينيات القرن العشرين                                                      | تسعينيات القرن العشرين                                                      | تسعينيات القرن العشرين                                                      | تسعينيات القرن العشرين                                                      | تسعينيات القرن العشرين                                                      |
| --------------------------------------------------------------------------- | --------------------------------------------------------------------------- | --------------------------------------------------------------------------- | --------------------------------------------------------------------------- | --------------------------------------------------------------------------- | --------------------------------------------------------------------------- | --------------------------------------------------------------------------- | --------------------------------------------------------------------------- | --------------------------------------------------------------------------- | --------------------------------------------------------------------------- |
| 1994                                                                        | 1995                                                                        | 1995                                                                        | 1996                                                                        | 1997                                                                        | 1998                                                                        | 1999                                                                        |                                                                             |                                                                             |                                                                             |
| العقد الأول من القرن 21                                                     |                                                                             |                                                                             |                                                                             |                                                                             |                                                                             |                                                                             |                                                                             |                                                                             |                                                                             |
| 2000                                                                        | 2001                                                                        | 2002                                                                        | 2003                                                                        | 2004                                                                        | 2005                                                                        | 2006                                                                        | 2007                                                                        | 2008 الربع الأول · الربع الثاني · الربع الثالث                              | 2009                                                                        |
| العقد الثاني من القرن 21                                                    |                                                                             |                                                                             |                                                                             |                                                                             |                                                                             |                                                                             |                                                                             |                                                                             |                                                                             |
| 2010 الربع الأول · الربع الثاني · الربع الثالث · الربع الرابع               | 2011 الربع الأول · الربع الثاني · الربع الثالث · الربع الرابع               | 2012 الربع الأول · الربع الثاني · الربع الثالث · الربع الرابع               | 2013 الربع الأول · الربع الثاني · الربع الثالث · الربع الرابع               | 2014 الربع الأول · الربع الثاني · الربع الثالث · الربع الرابع               | 2015 الربع الأول · الربع الثاني · الربع الثالث · الربع الرابع               | 2016 الربع الأول · الربع الثاني · الربع الثالث · الربع الرابع               | 2017 الربع الأول · الربع الثاني · الربع الثالث · الربع الرابع               | 2018 الربع الأول · الربع الثاني · الربع الثالث · الربع الرابع               | 2019 الربع الأول · الربع الثاني · الربع الثالث · الربع الرابع               |
| العقد الثالث من القرن 21                                                    |                                                                             |                                                                             |                                                                             |                                                                             |                                                                             |                                                                             |                                                                             |                                                                             |                                                                             |
| 2020 الربع الأول · الربع الثاني · الربع الثالث · الربع الرابع               | 2021 الربع الأول · الربع الثاني · الربع الثالث · الربع الرابع               | 2022 الربع الأول · الربع الثاني · الربع الثالث · الربع الرابع               | 2023 الربع الأول · الربع الثاني · الربع الثالث · الربع الرابع               | 2024 الربع الأول · الربع الثاني · الربع الثالث · الربع الرابع               | 2025 الربع الأول · الربع الثاني · الربع الثالث · الربع الرابع               |                                                                             |                                                                             |                                                                             |                                                                             |

## المفتاح
| الفئات      | القيمة المالية |
| بطولات W100 | $100,000       |
| بطولات W80  | $80,000        |
| بطولات W60  | $60,000        |
| بطولات W25  | $25,000        |
| بطولات W15  | $15,000        |

## الأشهر

### يناير
| الأسبوع  | البطولة | الفائزات                                                         | الوصيفات                               | المتأهلات لنصف النهائي              | المتأهلات لربع النهائي                                              |
| -------- | --- | ---------------------------------------------------------------- | -------------------------------------- | ----------------------------------- | ------------------------------------------------------------------- |
| 4 يناير  | ITF Women's Circuit – هونغ كونغ فيكتوريا بارك، هونغ كونغ ملعب صلب $25،000 قرعة المباريات الفردية والزوجية                       | فيكتوريا غولوبيتش 6–3، 6–3                                       | ريسا أوزاكي                            | كريستينا بليسكوفا لوكسيكا كومخوم    | ليو فانجزو ميزونو كيجيما جانغ سو جونج ميابي إينو                    |
| 4 يناير  | ITF Women's Circuit – هونغ كونغ فيكتوريا بارك، هونغ كونغ ملعب صلب $25،000 قرعة المباريات الفردية والزوجية                       | فيكتوريا غولوبيتش ستيفاني فوجت 6–2، 1–6، [10–4]                  | شو تشينغ ون إيما لين                   | كريستينا بليسكوفا لوكسيكا كومخوم    | ليو فانجزو ميزونو كيجيما جانغ سو جونج ميابي إينو                    |
| 4 يناير  | أنطاليا، تركيا ملعب ترابي $10،000 قرعة المباريات الفردية والزوجية                                                               | تارا مور 2–6، 7–5، 6–0                                           | آنه شيفر                               | ناستجا كولار صوفيا كفاتسابايا       | جوليا جربير بيا كوك إيكاترين جورجودزي فيكتوريا سميرنوفا             |
| 4 يناير  | أنطاليا، تركيا ملعب ترابي $10،000 قرعة المباريات الفردية والزوجية                                                               | ناستجا كولار جاسمينا تينجيتش 7–6(7–5)، 3–6، [10–6]               | جوليا جربير آنا سلوفاكوفا              | ناستجا كولار صوفيا كفاتسابايا       | جوليا جربير بيا كوك إيكاترين جورجودزي فيكتوريا سميرنوفا             |
| 11 يناير | اورنج آباد، الهند ملعب ترابي $25،000 قرعة المباريات الفردية والزوجية                                                            | تادجا ماجريتش 6–4، 6–3                                           | فاليريا ستراكوفا                       | ايكاترينا ياشينا برانجالا يادلابالي | شو تشينغ ون بريرنا بهامبري لو برولاو أنكيتا راينا                   |
| 11 يناير | اورنج آباد، الهند ملعب ترابي $25،000 قرعة المباريات الفردية والزوجية                                                            | مارغريتا لازاريفا فاليريا ستراكوفا 6–1، 7–6(7–2)                 | ميليس سيزر ايكاترينا ياشينا            | ايكاترينا ياشينا برانجالا يادلابالي | شو تشينغ ون بريرنا بهامبري لو برولاو أنكيتا راينا                   |
| 11 يناير | دايتونا بيتش، الولايات المتحدة ملعب ترابي $25،000 قرعة المباريات الفردية والزوجية نسخة محفوظة 2021-09-20 على موقع واي باك مشين. | أنس جابر 0–6، 6–2، 6–4                                           | أولغا فريدما                           | آسيا محمد غريس مين                  | إليتسا كوستوفا إليزافيتا يانشوك ناتاليا فيكليانتسيفا سيسي بيليس     |
| 11 يناير | دايتونا بيتش، الولايات المتحدة ملعب ترابي $25،000 قرعة المباريات الفردية والزوجية نسخة محفوظة 2021-09-20 على موقع واي باك مشين. | ناتيلا دزالاميدزه فيرونيكا كوديرميتوفا 6–4، 6–3                  | شارون فيشمان كارول تشاو                | آسيا محمد غريس مين                  | إليتسا كوستوفا إليزافيتا يانشوك ناتاليا فيكليانتسيفا سيسي بيليس     |
| 11 يناير | القاهرة، مصر ملعب ترابي $10،000 قرعة المباريات الفردية والزوجية                                                                 | شانتال شكاملوفا 6–1، 4–6، 7–6(7–3)                               | ساندرا سمير                            | ديسبينا باباميتشايل نيكا كوكارتشوك  | مارغو ييروليموس إيتي ماهيتا بترا كرجسوفا تمارا تشروفيتش             |
| 11 يناير | القاهرة، مصر ملعب ترابي $10،000 قرعة المباريات الفردية والزوجية                                                                 | بترا كرجسوفا شانتال شكاملوفا 6–4، 6–0                            | علا أبو ذكري ديسبينا باباميتشايل       | ديسبينا باباميتشايل نيكا كوكارتشوك  | مارغو ييروليموس إيتي ماهيتا بترا كرجسوفا تمارا تشروفيتش             |
| 11 يناير | فور دو فرانس، مارتينيك، فرنسا ملعب صلب $10،000 قرعة المباريات الفردية والزوجية                                                  | إيرينا رامياليسون 7–6(7–3)، 6–2                                  | ماري بوزكوفا                           | براندي مينا جاكلين كريستيان         | كيلي فيرستيج جوليا بيروني سيلا أرجيلان كلوتيلد دي برناردي           |
| 11 يناير | فور دو فرانس، مارتينيك، فرنسا ملعب صلب $10،000 قرعة المباريات الفردية والزوجية                                                  | جاكلين كريستيان جايا سانيسي 7–6(7–5)، 7–6(7–5)                   | إمينا بيكتاس زوي جوين سكانداليس        | براندي مينا جاكلين كريستيان         | كيلي فيرستيج جوليا بيروني سيلا أرجيلان كلوتيلد دي برناردي           |
| 11 يناير | شتوتغارت، ألمانيا ملعب صلب (داخلية) $10،000 قرعة المباريات الفردية والزوجية                                                     | آنا بلينكوفا 7–6(7–4)، 2–6، 6–2                                  | فالنتيني جراماتيكوبولو                 | ماريا مارفوتينا غريت مينين          | كاثارينا هوبجارسكي آنا زيا تينا لوكاس كاترينا فانكوفا               |
| 11 يناير | شتوتغارت، ألمانيا ملعب صلب (داخلية) $10،000 قرعة المباريات الفردية والزوجية                                                     | آنا بلينكوفا ماريا مارفوتينا 0–6، 6–4، [10–8]                    | لورا شيدر آنا زيا                      | ماريا مارفوتينا غريت مينين          | كاثارينا هوبجارسكي آنا زيا تينا لوكاس كاترينا فانكوفا               |
| 11 يناير | الحمامات، تونس ملعب ترابي $10،000 قرعة المباريات الفردية والزوجية                                                               | أنجيليكا موراتيللي 6–3، 6–3                                      | كارين كينيل                            | جيسيكا بونشيه كورينا دينتوني        | ديا إفتيموفا كريستينا إيني ميلانا سبريمو ميشيل زمو                  |
| 11 يناير | الحمامات، تونس ملعب ترابي $10،000 قرعة المباريات الفردية والزوجية                                                               | كورينا دينتوني كرمن إيلونا 7–6(7–2)، 5–7، [10–5]                 | بيترا يانوسكوفا أنجيليكا موراتيللي     | جيسيكا بونشيه كورينا دينتوني        | ديا إفتيموفا كريستينا إيني ميلانا سبريمو ميشيل زمو                  |
| 11 يناير | أنطاليا، تركيا ملعب ترابي $10،000 قرعة المباريات الفردية والزوجية                                                               | إيكاترين جورجودزي 6–4، 6–0                                       | فيكتوريا توموفا                        | آنا بوندار جوليا جرابر              | تارا مور ناستجا كولار يانا موردرجر بيا كوك                          |
| 11 يناير | أنطاليا، تركيا ملعب ترابي $10،000 قرعة المباريات الفردية والزوجية                                                               | أغنيس بوكتي جوليا جرابر 1–6، 6–4، [11–9]                         | إيكاترين جورجودزي صوفيا كفاتسابايا     | آنا بوندار جوليا جرابر              | تارا مور ناستجا كولار يانا موردرجر بيا كوك                          |
| 18 يناير | غواروجا، البرازيل ملعب صلب $25،000 قرعة المباريات الفردية والزوجية                                                              | مونتسيرات غونزاليس 1–6، 7–6(7–5)، 6–2                            | سورانا كريستيا                         | أندي دي فرومي بياتريس حداد مايا     | كريستينا دينو كارولينا موتشوفا ناديه بودوروسكا جيل تيخمان           |
| 18 يناير | غواروجا، البرازيل ملعب صلب $25،000 قرعة المباريات الفردية والزوجية                                                              | باولا كريستينا غونسالفيس بياتريس حداد مايا 6–7(3–7)، 7–5، [10–7] | لورا بيجوسي جيل تيخمان                 | أندي دي فرومي بياتريس حداد مايا     | كريستينا دينو كارولينا موتشوفا ناديه بودوروسكا جيل تيخمان           |
| 18 يناير | ويسلي شابيل، الولايات المتحدة ملعب ترابي $25،000 قرعة المباريات الفردية والزوجية                                                | صوفيا كينين 6–2، 6–2                                             | جيسيكا ماليشكوفا                       | شيلبي روجرز كاترينا ستيوارت         | نيكول فايديسوفا كايلا داي كريستي آهن ألكسندرا كادانتو               |
| 18 يناير | ويسلي شابيل، الولايات المتحدة ملعب ترابي $25،000 قرعة المباريات الفردية والزوجية                                                | إنغريد نيل ناتاليا فيكليانتسيفا 4–6، 7–6(7–4)، [10–6]            | ناتيلا دزالاميدزه فيرونيكا كوديرميتوفا | شيلبي روجرز كاترينا ستيوارت         | نيكول فايديسوفا كايلا داي كريستي آهن ألكسندرا كادانتو               |
| 18 يناير | القاهرة، مصر ملعب ترابي $10،000 قرعة المباريات الفردية والزوجية                                                                 | شانتال شكاملوفا 6–4، 6–1                                         | ساندرا سمير                            | جيسيكا كريفيلتو ديسبينا باباميتشايل | دليلة سعيد لميس الحسين عبد العزيز إيلزي هاتينغ نيكاً كوخارشك         |
| 18 يناير | القاهرة، مصر ملعب ترابي $10،000 قرعة المباريات الفردية والزوجية                                                                 | بترا كرجسوفا شانتال شكاملوفا 6–3، 6–2                            | ريا بهاتيا إيت مايتا                   | جيسيكا كريفيلتو ديسبينا باباميتشايل | دليلة سعيد لميس الحسين عبد العزيز إيلزي هاتينغ نيكاً كوخارشك         |
| 18 يناير | بيتي-بور، غوادلوب، فرنسا ملعب صلب $10،000 قرعة المباريات الفردية والزوجية                                                       | ماري بوزكوفا 6–4، 6–1                                            | تيو غرافويل                            | ألكسندرا موروزوفا بريسكيلا هيز      | إيرينا رامياليسون فيكتوريا مونتين ليلا بارزو جيني كلافاي            |
| 18 يناير | بيتي-بور، غوادلوب، فرنسا ملعب صلب $10،000 قرعة المباريات الفردية والزوجية                                                       | روزالي فان دير هوك كيلي فيرستيغ 7–6(7–5)، 6–1                    | جاكلين كريستيان غايا سانيزي            | ألكسندرا موروزوفا بريسكيلا هيز      | إيرينا رامياليسون فيكتوريا مونتين ليلا بارزو جيني كلافاي            |
| 18 يناير | آستانا، كازاخستان ملعب صلب (indoor) $10،000 قرعة المباريات الفردية والزوجية                                                     | أولغا دوروشينا 6–2، 6–4                                          | ألينا سيليش                            | كاميلا كيريمبيفا ألكسندرا بوسبيلوفا | صوفيا ساليموفا تمارا بيزوجوفا أناستاسيا جاسانوفا بولينا نوفيكوفا    |
| 18 يناير | آستانا، كازاخستان ملعب صلب (indoor) $10،000 قرعة المباريات الفردية والزوجية                                                     | أولغا دوروشينا يانا سيزيكوفا 6–4، 6–0                            | ألكسندرا جرينتششينا إريكا فوجيلسانج    | كاميلا كيريمبيفا ألكسندرا بوسبيلوفا | صوفيا ساليموفا تمارا بيزوجوفا أناستاسيا جاسانوفا بولينا نوفيكوفا    |
| 18 يناير | الحمامات، تونس ملعب ترابي $10،000 قرعة المباريات الفردية والزوجية                                                               | أناستازيا جريمالسكا 3–6، 6–2، 6–3                                | فيكتوريا لارير                         | أنجيليكا موراتيلي كورينا دينتوني    | ميلانا سبريمو كريستينا إني فيديريكا جو جارديللا إليني كوردولاي مي   |
| 18 يناير | الحمامات، تونس ملعب ترابي $10،000 قرعة المباريات الفردية والزوجية                                                               | أناستازيا جريمالسكا كرمن إيلونا 7–6(7–5)، 6–1                    | بيترا يانوسكوفا أنجيليكا موراتيلي      | أنجيليكا موراتيلي كورينا دينتوني    | ميلانا سبريمو كريستينا إني فيديريكا جو جارديللا إليني كوردولاي مي   |
| 18 يناير | أنطاليا، تركيا ملعب ترابي $10،000 قرعة المباريات الفردية والزوجية                                                               | لينا جيروشيسكا 1–6، 6–3، 6–2                                     | إيكاترين جورجودزي                      | صوفيا كفاتسابايا آنا بوندار         | ماريانا درازيتش فيكتوريا توموفا آني أميراغيان إيوانا لوريدانا روسكا |
| 18 يناير | أنطاليا، تركيا ملعب ترابي $10،000 قرعة المباريات الفردية والزوجية                                                               | لينا جيروشيسكا إيوانا لوريدانا روسكا 6–2، 6–2                    | ستيفي ديستلمانز كيارا جريم             | صوفيا كفاتسابايا آنا بوندار         | ماريانا درازيتش فيكتوريا توموفا آني أميراغيان إيوانا لوريدانا روسكا |
| 25 يناير | إنجيه أوبن ميتروبول 42 أندريزيه-بوتيون، فرنسا ملعب صلب (indoor) $50،000 Singles – Doubles                                       | ستيفاني فوجيلي 6–1، 6–2                                          | أن صوفي ميستاتش                        | آنا بلينكوفا أوسيان دودان           | أماندين هيس بترا مارتيتش تيريزا سميتكوفا فيكتوريا غولوبيتش          |
| 25 يناير | إنجيه أوبن ميتروبول 42 أندريزيه-بوتيون، فرنسا ملعب صلب (indoor) $50،000 Singles – Doubles                                       | اليسي ميرتنز أن صوفي ميستاتش 6–4، 3–6، [10–7]                    | فيكتوريا غولوبيتش زينيا كنول           | آنا بلينكوفا أوسيان دودان           | أماندين هيس بترا مارتيتش تيريزا سميتكوفا فيكتوريا غولوبيتش          |
| 25 يناير | بطولات التنس في ماوي ماوي (جزيرة)، الولايات المتحدة ملعب صلب $50،000 Singles – Doubles                                          | كريستينا مكهيل 6–3، 4–6، 6–4                                     | رافينا كينجسلي                         | نايومي برودي جيسيكا بيجلا           | باولا كانيا جاكلين كاكو Maria Sanchez سامانثا كراوفورد              |
| 25 يناير | بطولات التنس في ماوي ماوي (جزيرة)، الولايات المتحدة ملعب صلب $50،000 Singles – Doubles                                          | آسيا محمد Maria Sanchez 6–2، 3–6، [10–6]                         | جيسيكا بيجلا تايلور تاونسند            | نايومي برودي جيسيكا بيجلا           | باولا كانيا جاكلين كاكو Maria Sanchez سامانثا كراوفورد              |
| 25 يناير | بيرتيوجا، البرازيل ملعب صلب $25،000 قرعة المباريات الفردية والزوجية                                                             | سورانا كريستيا 1–6، 7–6(7–4)، 3–6                                | كاتالينا بيلا                          | بياتريس حداد مايا ريبيكا سرامكوفا   | ناستجا كولار ناديه بودوروسكا جيل تيخمان لورا بيجوسي                 |
| 25 يناير | بيرتيوجا، البرازيل ملعب صلب $25،000 قرعة المباريات الفردية والزوجية                                                             | كريستينا دينو أندي دي فرومي 3–6، 3–6                             | كاتارزينا كاوا ساندرا زانيوسكا         | بياتريس حداد مايا ريبيكا سرامكوفا   | ناستجا كولار ناديه بودوروسكا جيل تيخمان لورا بيجوسي                 |
| 25 يناير | صنرايز، الولايات المتحدة ملعب ترابي $25،000 قرعة المباريات الفردية والزوجية                                                     | أنس جابر 6–3، 2–6، 1–6                                           | آنا تاتيشفيلي                          | إليزافيتا يانتشوك إيلي هالباور      | جيسيكا ماليكوفا إلينا غابرييلا روس إليتسا كوستوفا فرانسواز أبندا    |
| 25 يناير | صنرايز، الولايات المتحدة ملعب ترابي $25،000 قرعة المباريات الفردية والزوجية                                                     | لينكا كونشيكوفا كارولينا ستوخلا 1–6، 6–7(6–8)                    | كاتيرينا كرومبيروفا جيسيكا ماليكوفا    | إليزافيتا يانتشوك إيلي هالباور      | جيسيكا ماليكوفا إلينا غابرييلا روس إليتسا كوستوفا فرانسواز أبندا    |
| 25 يناير | القاهرة، مصر ملعب ترابي $10،000 قرعة المباريات الفردية والزوجية                                                                 | كاميلا كيريمباييفا 6–4، 4–6، 6–1                                 | شانتال شكاملوفا                        | بترا كرجسوفا بويانا مارينكوفيتش     | ديسبينا باباميتشايل دليلة سعيد ساندرا سمير ويكتوريا كوليك           |
| 25 يناير | القاهرة، مصر ملعب ترابي $10،000 قرعة المباريات الفردية والزوجية                                                                 | بترا كرجسوفا شانتال شكاملوفا 7–6(7–2)، 6–3                       | علا أبو ذكري ديسبينا باباميتشايل       | بترا كرجسوفا بويانا مارينكوفيتش     | ديسبينا باباميتشايل دليلة سعيد ساندرا سمير ويكتوريا كوليك           |
| 25 يناير | سان مارتين، فرنسا ملعب صلب $10،000 قرعة المباريات الفردية والزوجية                                                              | إيرينا رامياليسون 6–1، 6–0                                       | كيلي فيرستيج                           | بولين باييت ليلا بارزو              | آنا بروغان ألكسندرا مورووزوفا جوليا بايروني بريسيلا هايز            |
| 25 يناير | سان مارتين، فرنسا ملعب صلب $10،000 قرعة المباريات الفردية والزوجية                                                              | إمينا بيكتاس أليكسا بورتلز 6–4، 6–2                              | ألكسندرا مورووزوفا كيرين شلومو         | بولين باييت ليلا بارزو              | آنا بروغان ألكسندرا مورووزوفا جوليا بايروني بريسيلا هايز            |
| 25 يناير | الحمامات، تونس ملعب ترابي $10،000 قرعة المباريات الفردية والزوجية                                                               | أناستازيا جريمالسكا 7–6(7–3)، 6–1                                | أودري ألبي                             | كريستينا إيني كرمن إيلونا           | جيبريلا بانتوشكوفا ميشيل زماو ألكسندرا بيربير أليس باكي             |
| 25 يناير | الحمامات، تونس ملعب ترابي $10،000 قرعة المباريات الفردية والزوجية                                                               | نيكا كوخارتشوك ألكسندرا بيربير 6–3، 7–5                          | أناستازيا جريمالسكا كرمن إيلونا        | كريستينا إيني كرمن إيلونا           | جيبريلا بانتوشكوفا ميشيل زماو ألكسندرا بيربير أليس باكي             |
| 25 يناير | أنطاليا، تركيا ملعب ترابي $10،000 قرعة المباريات الفردية والزوجية                                                               | باشاك إرايدن 3–6، 6–2، 6–4                                       | آني أميراغيان                          | أغنيس بوكيتا أيلا أكسو              | فلادا إكشيباروفا جوزفين بواليم لورا شادر فاندا لوكاش                |
| 25 يناير | أنطاليا، تركيا ملعب ترابي $10،000 قرعة المباريات الفردية والزوجية                                                               | فيكتوريا كوزموفا بيترا أوبرالوفا 7–6(7–3)، 6–7(6–8)، [10–5]      | لينا جورشيشكا إيوانا لوريدانا روسكا    | أغنيس بوكيتا أيلا أكسو              | فلادا إكشيباروفا جوزفين بواليم لورا شادر فاندا لوكاش                |

### فبراير
| الأسبوع   | البطولة | الفائزات                                                    | الوصيفات                               | المتأهلات لنصف النهائي                       | المتأهلات لربع النهائي                                                   |
| --------- | --- | ----------------------------------------------------------- | -------------------------------------- | -------------------------------------------- | ------------------------------------------------------------------------ |
| 1 فبراير  | داو كورنينج تنس كلاسيك ميدلاند، الولايات المتحدة ملعب صلب (indoor) $100،000 Singles – Doubles                                   | نايومي برودي 6–7(6–8)، 6–0، 6–2                             | روبن أندرسون                           | شيلبي روجرز إيرينا فالكوني                   | ماديسون برينجل مايو هيبي جامي لوب ألكسندرا سانفورد                       |
| 1 فبراير  | داو كورنينج تنس كلاسيك ميدلاند، الولايات المتحدة ملعب صلب (indoor) $100،000 Singles – Doubles                                   | سيسي بيليس إنغريد نيل 6–2، 6–4                              | نايومي برودي شيلبي روجرز               | شيلبي روجرز إيرينا فالكوني                   | ماديسون برينجل مايو هيبي جامي لوب ألكسندرا سانفورد                       |
| 1 فبراير  | لونسستون إنترناشونال لاونسستون، أستراليا ملعب صلب $75،000 Singles – Doubles                                                     | هان زينيون 6–1، 6–1                                         | آلا كودريافتسيفا                       | فانيا كينغ ريسا أوزاكي                       | ناديا كيتشينوك جيسيكا مور لو جينغجينغ يانغ زاوكسوان                      |
| 1 فبراير  | لونسستون إنترناشونال لاونسستون، أستراليا ملعب صلب $75،000 Singles – Doubles                                                     | يو إكسياودي تشو لين 2–6، 7–5، [10–7]                        | ناديا كيتشينوك ماندي مينلا             | فانيا كينغ ريسا أوزاكي                       | ناديا كيتشينوك جيسيكا مور لو جينغجينغ يانغ زاوكسوان                      |
| 1 فبراير  | غرونوبل، فرنسا ملعب صلب (indoor) $25،000 قرعة المباريات الفردية والزوجية                                                        | ميرتل جورج 7–6(7–4)، 6–2                                    | أندي دي فرومي                          | أنطونيا لوتنير تمارا كورباتش                 | سارا سوريبس تورمو ماتيلد يوهانسون أليز ليم تيريزا سميتكوفا               |
| 1 فبراير  | غرونوبل، فرنسا ملعب صلب (indoor) $25،000 قرعة المباريات الفردية والزوجية                                                        | مانو أركانجيولي أليز ليم 7–5، 6–2                           | ليدزيا ماروزافا أمرا ساديكوفيتش        | أنطونيا لوتنير تمارا كورباتش                 | سارا سوريبس تورمو ماتيلد يوهانسون أليز ليم تيريزا سميتكوفا               |
| 1 فبراير  | شرم الشيخ، مصر ملعب صلب $10،000 قرعة المباريات الفردية والزوجية                                                                 | جوليا واشاتشيك 4–6، 6–4، 6–3                                | صوفيا زهوك                             | فارفارا فلينك إيوانا بيتريو                  | فاليريا بهونو بريت جيوكنس نورا نيدميرس ريا باتيا                         |
| 1 فبراير  | شرم الشيخ، مصر ملعب صلب $10،000 قرعة المباريات الفردية والزوجية                                                                 | نورا نيدميرس جوليا واشاتشيك 6–2، 6–2                        | علا أبو ذكري كاميلا كيريمبايفا         | فارفارا فلينك إيوانا بيتريو                  | فاليريا بهونو بريت جيوكنس نورا نيدميرس ريا باتيا                         |
| 1 فبراير  | الحمامات، تونس ملعب ترابي $10،000 قرعة المباريات الفردية والزوجية                                                               | أنجليكا موراتيلي 7–6(7–3)، 6–4                              | أودري ألبي                             | ديبورا كيرفس ماجدلينا بانتوشكوفا             | إيناس إيبو ألكساندرا بيربر إليني كورديلايمي إيلينا بوغدان                |
| 1 فبراير  | الحمامات، تونس ملعب ترابي $10،000 قرعة المباريات الفردية والزوجية                                                               | بيترا يانوسكوفا أنجليكا موراتيلي 6–1، 6–2                   | ديبورا كيرفس ألينا ويسيل               | ديبورا كيرفس ماجدلينا بانتوشكوفا             | إيناس إيبو ألكساندرا بيربر إليني كورديلايمي إيلينا بوغدان                |
| 1 فبراير  | أنطاليا، تركيا ملعب ترابي $10،000 قرعة المباريات الفردية والزوجية                                                               | آنه شيفر 2–6، 6–2، 6–0                                      | فيكتوريا كوزموفا                       | ميليس سيزر جوليا جربهر                       | آني أميراغيان ناستجا كولار أيلا أكسو لاورا شيدر                          |
| 1 فبراير  | أنطاليا، تركيا ملعب ترابي $10،000 قرعة المباريات الفردية والزوجية                                                               | أغنيس بوكتا جوليا جربهر 6–3، 6–4                            | دايانا نيجرينو كيرا شروف               | ميليس سيزر جوليا جربهر                       | آني أميراغيان ناستجا كولار أيلا أكسو لاورا شيدر                          |
| 1 فبراير  | بطولة إيجون GB برو سيريز غلاسكو غلاسكو، المملكة المتحدة ملعب صلب (داخلي) $10،000 قرعة المباريات الفردية والزوجية                | آنا زيا 6–4، 6–3                                            | مايا لومسدن                            | كارولا بيجينارو كاتي بولتر                   | جولي جيرفيه لي ييشوان كلارتجى ليبينز كاثينكا فون ديكمان                  |
| 1 فبراير  | بطولة إيجون GB برو سيريز غلاسكو غلاسكو، المملكة المتحدة ملعب صلب (داخلي) $10،000 قرعة المباريات الفردية والزوجية                | نينا ستادلر كيمبرلي زيمرمان 6–2، 7–6(9–7)                   | فاطمة النبهاني آنا زيا                 | كارولا بيجينارو كاتي بولتر                   | جولي جيرفيه لي ييشوان كلارتجى ليبينز كاثينكا فون ديكمان                  |
| 8 فبراير  | برث، أستراليا ملعب صلب $25٬000 قرعة المباريات الفردية والزوجية                                                                  | جيمي فورليس 6–4، 2–6، 7–6(1–7)                              | جانغ سو جونج                           | أناستازيا بيفوفاروفا جنيفر إيلي              | ماديسون إنجليس تيساه أندريانجافيتريمو ستورم ساندرز ريسا أوزاكي           |
| 8 فبراير  | برث، أستراليا ملعب صلب $25٬000 قرعة المباريات الفردية والزوجية                                                                  | أشلي بارتي جيسيكا مور 3–6، 4–6، [8–10]                      | أليسون باي آبي مايرز                   | أناستازيا بيفوفاروفا جنيفر إيلي              | ماديسون إنجليس تيساه أندريانجافيتريمو ستورم ساندرز ريسا أوزاكي           |
| 8 فبراير  | شرم الشيخ، مصر ملعب صلب $10٬000 قرعة المباريات الفردية والزوجية                                                                 | صوفيا زهوك 6–2، 1–6                                         | جوليا تيرزيسكا                         | فيرونيكا كابشاي فارفارا فلينك                | ليزا ماريا موزر بريندا نجوك بريت جوكينز فاليريا بونو                     |
| 8 فبراير  | شرم الشيخ، مصر ملعب صلب $10٬000 قرعة المباريات الفردية والزوجية                                                                 | بريت جوكينز أوانا جورجيتا سيميون 2–6، 3–6، [7–10]           | نورا نيدمرس جوليا فاشاتسيك             | فيرونيكا كابشاي فارفارا فلينك                | ليزا ماريا موزر بريندا نجوك بريت جوكينز فاليريا بونو                     |
| 8 فبراير  | ترنافا، سلوفاكيا ملعب صلب (داخلي) $10٬000 قرعة المباريات الفردية والزوجية                                                       | ييكاترينا ألكسندروفا 6–1، 6–3                               | كارولينا موتشوفا                       | شانتال شكاملوفا ريبيكا سرامكوفا              | لينكا جريكوفا تيريزا ماليكوفا بيرنيلا منديسوفا آنا بلينكوفا              |
| 8 فبراير  | ترنافا، سلوفاكيا ملعب صلب (داخلي) $10٬000 قرعة المباريات الفردية والزوجية                                                       | ريكا لوكا جاني شانتال شكاملوفا 6–3، 2–6، [10–7]             | لينكا جريكوفا تيريزا ماليكوفا          | شانتال شكاملوفا ريبيكا سرامكوفا              | لينكا جريكوفا تيريزا ماليكوفا بيرنيلا منديسوفا آنا بلينكوفا              |
| 8 فبراير  | الحمامات، تونس ملعب ترابي $10،000 قرعة المباريات الفردية والزوجية                                                               | أنجيليكا موراتيلي 6–2، 6–2                                  | مارجوت ييروليموس                       | أناستازيا جريمالسكا ساندرا سمير              | تمارا تشروفيتش ديبورا كيرفس أناستازيا فدوفينكو إليني كوردولامي           |
| 8 فبراير  | الحمامات، تونس ملعب ترابي $10،000 قرعة المباريات الفردية والزوجية                                                               | أناستازيا جريمالسكا ديبورا كيرفس انسحاب                     | إليني كوردولامي الكسندرا بيربر         | أناستازيا جريمالسكا ساندرا سمير              | تمارا تشروفيتش ديبورا كيرفس أناستازيا فدوفينكو إليني كوردولامي           |
| 8 فبراير  | أنطاليا، تركيا ملعب ترابي $10،000 قرعة المباريات الفردية والزوجية                                                               | آنه شيفر 3–6، 1–6                                           | صوفيا كفاتسابايا                       | جوليا جريبر إيكاترين جورجودزي                | دايانا نيجريان ستيفي ديستيلمانس جوزفين بواليم آني أميراغيان              |
| 8 فبراير  | أنطاليا، تركيا ملعب ترابي $10،000 قرعة المباريات الفردية والزوجية                                                               | ستيفي ديستيلمانس دايانا نيجريان 0–6، 2–6                    | جوزفين بواليم لي يونو                  | جوليا جريبر إيكاترين جورجودزي                | دايانا نيجريان ستيفي ديستيلمانس جوزفين بواليم آني أميراغيان              |
| 8 فبراير  | ساندرلاند، المملكة المتحدة ملعب صلب (داخلي) $10،000 قرعة المباريات الفردية والزوجية                                             | كاثينكا فون ديكمان 3–6، 6–7(2–7)                            | مانو أركانجيولي                        | كاتي دان مايا لومسدن                         | تيس سونغو كلارتي ليبينز إلين بويكينس سيلفيا نجيريتش                      |
| 8 فبراير  | ساندرلاند، المملكة المتحدة ملعب صلب (داخلي) $10،000 قرعة المباريات الفردية والزوجية                                             | إميلي أربوثنوت إميلي فرانكاتي 3–6، 6–4، [5–10]              | مانو أركانجيولي هارييت دارت            | كاتي دان مايا لومسدن                         | تيس سونغو كلارتي ليبينز إلين بويكينس سيلفيا نجيريتش                      |
| 15 فبراير | بيرث، أستراليا ملعب صلب $25،000 قرعة المباريات الفردية والزوجية                                                                 | أرينا روديونوفا 6–1، 6–1                                    | أرينا سابالينكا                        | ستورم ساندرز تيان ران                        | هان نا-لاي باربورا شتيفكوفا كاتارزينا بيتر باربارا هاس                   |
| 15 فبراير | بيرث، أستراليا ملعب صلب $25،000 قرعة المباريات الفردية والزوجية                                                                 | تامي باترسون كاتارزينا بيتر 4–6، 6–2، [10–3]                | هان نا-لاي جانغ سو جونج                | ستورم ساندرز تيان ران                        | هان نا-لاي باربورا شتيفكوفا كاتارزينا بيتر باربارا هاس                   |
| 15 فبراير | ألتنكيرشن، ألمانيا أرضية صناعية (داخلي) $25،000 قرعة المباريات الفردية والزوجية                                                 | يساليني بونافنتور 6–3، 6–3                                  | أرانتشا روس                            | تاميرا باسيك أوسيان دودان                    | زينيا كنول إيفانا جوروفيتش اليسي ميرتنز فالنتيني جراماتيكوبولو           |
| 15 فبراير | ألتنكيرشن، ألمانيا أرضية صناعية (داخلي) $25،000 قرعة المباريات الفردية والزوجية                                                 | يساليني بونافنتور زينيا كنول 6–1، 6–4                       | دينيز خازانيك ماريا مارفوتينا          | تاميرا باسيك أوسيان دودان                    | زينيا كنول إيفانا جوروفيتش اليسي ميرتنز فالنتيني جراماتيكوبولو           |
| 15 فبراير | دلهي المفتوحة نيودلهي، الهند ملعب صلب $25،000 قرعة المباريات الفردية والزوجية                                                   | سابينا شاريبوفا 3–6، 6–2، 6–4                               | نينا ستويانوفيتش                       | كامونوان بوايام أنكيتا راينا                 | أناستاسيا فاسيليفا كورينا دينتوني لي يا-هسوان آنا مورجينا                |
| 15 فبراير | دلهي المفتوحة نيودلهي، الهند ملعب صلب $25،000 قرعة المباريات الفردية والزوجية                                                   | شو تشينغ ون لي يا-هسوان 6–0، 0–6، [10–6]                    | ناتيلا دزالاميدزه فيرونيكا كوديرميتوفا | كامونوان بوايام أنكيتا راينا                 | أناستاسيا فاسيليفا كورينا دينتوني لي يا-هسوان آنا مورجينا                |
| 15 فبراير | موريلوس أوبن كويرنافاكا، المكسيك ملعب صلب $25،000 قرعة المباريات الفردية والزوجية نسخة محفوظة 2016-02-19 على موقع واي باك مشين. | ماري بوزكوفا 0–6، 6–0، 6–1                                  | لورين ألبانيز                          | ريناتا زارازوا ألكساندرينا نايدينوفا         | آنا صوفيا سانشيز فيكتوريا مونتين نيكول كوبرسميث Xu Shilin                |
| 15 فبراير | موريلوس أوبن كويرنافاكا، المكسيك ملعب صلب $25،000 قرعة المباريات الفردية والزوجية نسخة محفوظة 2016-02-19 على موقع واي باك مشين. | ألكساندرينا نايدينوفا فاني ستولار 6–3، 6–2                  | إليزافيتا يانتشوك كاترينا كرامبيروفا   | ريناتا زارازوا ألكساندرينا نايدينوفا         | آنا صوفيا سانشيز فيكتوريا مونتين نيكول كوبرسميث Xu Shilin                |
| 15 فبراير | Surprise، الولايات المتحدة ملعب صلب $25،000 قرعة المباريات الفردية والزوجية                                                     | جيمي لوبي 3–6، 6–1، 6–3                                     | سيسي بيليس                             | صوفيا كينين كيارا شول                        | كايلا داي ألكسندرا فوزنياك باشاك إرايدن دانييل لاو                       |
| 15 فبراير | Surprise، الولايات المتحدة ملعب صلب $25،000 قرعة المباريات الفردية والزوجية                                                     | جاكلين كاكو دانييل لاو 6–2، 4–6، [10–8]                     | أمينة بيكتاس سارة لي                   | صوفيا كينين كيارا شول                        | كايلا داي ألكسندرا فوزنياك باشاك إرايدن دانييل لاو                       |
| 15 فبراير | شرم الشيخ، مصر ملعب صلب $10،000 قرعة المباريات الفردية والزوجية                                                                 | جوليا تيرزيسكا 6–4، 6–3                                     | فارفارا فلينك                          | بولين بايت هيلين شولسن                       | بريت جيوكنز إلينا-تيودورا كادار كيم دابين كارولين روميو                  |
| 15 فبراير | شرم الشيخ، مصر ملعب صلب $10،000 قرعة المباريات الفردية والزوجية                                                                 | إيلزي هاتينغ مادري لو رو 6–1، 6–2                           | أوانا جيورجيتا سيميون جوليا تيرزيسكا   | بولين بايت هيلين شولسن                       | بريت جيوكنز إلينا-تيودورا كادار كيم دابين كارولين روميو                  |
| 15 فبراير | بالما نوفا، إسبانيا ملعب ترابي $10،000 قرعة المباريات الفردية والزوجية                                                          | مارتينا دي جوزيبي 7–6(7–5)، 6–2                             | ميلاني ستوك                            | إيريني بوريّو إسكوريهويلا إيفا غيريرو ألفاريز | فاليريا سافينيخ إستيل كاسينو ييلينا إن-ألبون غابرييلا تايلور             |
| 15 فبراير | بالما نوفا، إسبانيا ملعب ترابي $10،000 قرعة المباريات الفردية والزوجية                                                          | فاليريا سافينيخ أليونا سوتنيكوفا 2–6، 6–4، [10–6]           | أماندا كاريراس أليس سافورتي            | إيريني بوريّو إسكوريهويلا إيفا غيريرو ألفاريز | فاليريا سافينيخ إستيل كاسينو ييلينا إن-ألبون غابرييلا تايلور             |
| 15 فبراير | حمامات، تونس ملعب ترابي $10،000 قرعة المباريات الفردية والزوجية                                                                 | فيكتوريا لارير 6–1، 6–4                                     | ساندرا سمير                            | شانتال شكاملوفا مارغوت يروليموس              | ديسبينا باباميتشايل ميرابيل نجوزي ميلانا سبريمو كلوديا جيوفين            |
| 15 فبراير | حمامات، تونس ملعب ترابي $10،000 قرعة المباريات الفردية والزوجية                                                                 | بترًا يانوسكوفا سفاتلانا بيرازينكا 6–3، 6–2                  | ديسبينا باباميتشايل شانتال شكاملوفا    | شانتال شكاملوفا مارغوت يروليموس              | ديسبينا باباميتشايل ميرابيل نجوزي ميلانا سبريمو كلوديا جيوفين            |
| 15 فبراير | أنطاليا، تركيا ملعب ترابي $10،000 قرعة المباريات الفردية والزوجية                                                               | إلينا غابريلا روسي 7–6(7–3)، 0–6، 6–1                       | جوزفين بواليم                          | جوليا غرابهير فيكتوريا توموفا                | ماريانا درازيتش برفو جينجيز ناتسومي شيمورا مارينا كاتشار                 |
| 15 فبراير | أنطاليا، تركيا ملعب ترابي $10،000 قرعة المباريات الفردية والزوجية                                                               | بتيّا أرشينكوفا إلينا غابريلا روسي 7–6(7–0)، 6–4             | إيليني دانيليدو أرينا فولتس            | جوليا غرابهير فيكتوريا توموفا                | ماريانا درازيتش برفو جينجيز ناتسومي شيمورا مارينا كاتشار                 |
| 15 فبراير | ويرال، المملكة المتحدة ملعب صلب (داخلي) $10،000 قرعة المباريات الفردية والزوجية                                                 | سيلفيا نجيريتش 3–6، 7–6(7–2)، 6–3                           | كلارتجي ليبينس                         | مانو أركانجيولي تيس سونيوكس                  | كلير فويرشتاين هارموني تان هارييت دارت ناتاليا فايدوفا                   |
| 15 فبراير | ويرال، المملكة المتحدة ملعب صلب (داخلي) $10،000 قرعة المباريات الفردية والزوجية                                                 | سارة بيث أسكيو أوليفيا نيكولز 6–2، 1–6، [10–8]              | فيرونيكا كورنينج هارييت دارت           | مانو أركانجيولي تيس سونيوكس                  | كلير فويرشتاين هارموني تان هارييت دارت ناتاليا فايدوفا                   |
| 22 فبراير | ITF Women's Circuit UBS Thurgau كروزلينغن (سويسرا)، سويسرا سجادة (داخلي) 50٬000 دولار فردي – زوجي                               | كريستينا بليسكوفا 7–6(7–4)، 7–6(7–3)                        | أمرا ساديكوفيتش                        | إيكاترينا ألكسندروفا كاترينا كوزلوفا         | أوسيان دودان إيفانا جوروفيتش ماري بينوا جويا باربييري                    |
| 22 فبراير | ITF Women's Circuit UBS Thurgau كروزلينغن (سويسرا)، سويسرا سجادة (داخلي) 50٬000 دولار فردي – زوجي                               | أنطونيا لوتنير أمرا ساديكوفيتش 5–7، 6–2، [10–5]             | تينا لوكاس برناردا بيرا                | إيكاترينا ألكسندروفا كاترينا كوزلوفا         | أوسيان دودان إيفانا جوروفيتش ماري بينوا جويا باربييري                    |
| 22 فبراير | ميناء بورت بيري، أستراليا ملعب صلب 25٬000 دولار قرعة المباريات الفردية والزوجية                                                 | باربارا هاس 6–4، 5–7، 6–4                                   | أرينا روديونوفا                        | جيسيكا مور ريكو ساوياناغي                    | أليسون باي تيساه أندريانجافيتريمو لي يا-هسوان زوزانا زلوخوفا             |
| 22 فبراير | ميناء بورت بيري، أستراليا ملعب صلب 25٬000 دولار قرعة المباريات الفردية والزوجية                                                 | لي يا-هسوان ريكو ساوياناغي 6–4، 7–5                         | أشلي بارتي كاسي ديلاكوا                | جيسيكا مور ريكو ساوياناغي                    | أليسون باي تيساه أندريانجافيتريمو لي يا-هسوان زوزانا زلوخوفا             |
| 22 فبراير | ساو باولو، البرازيل ملعب ترابي 25٬000 دولار قرعة المباريات الفردية والزوجية                                                     | سارا سوريبس تورمو 7–5، 6–1                                  | أندريا ميتو                            | آنا بوغدان سورانا كريستيا                    | ميرتل جورج تمارا زيدانسيك سيندي برغر جيل تيخمان                          |
| 22 فبراير | ساو باولو، البرازيل ملعب ترابي 25٬000 دولار قرعة المباريات الفردية والزوجية                                                     | كاتالينا بيلا دانييلا سيغيل 6–3، 6–1                        | تارا مور كوني بيرين                    | آنا بوغدان سورانا كريستيا                    | ميرتل جورج تمارا زيدانسيك سيندي برغر جيل تيخمان                          |
| 22 فبراير | بيناسكو (تورينو)، إيطاليا ملعب ترابي (داخلي) 25٬000 دولار قرعة المباريات الفردية والزوجية                                       | إيزابيلا شنيكوفا 1–6، 6–2، 6–2                              | جيسيكا بييري                           | فيفيان يوهازوفا جوليا جاتو مونتيكوني         | أرانتشا روس لينا جيورشيسكا كريستينا دينو ديبورا كيرفس                    |
| 22 فبراير | بيناسكو (تورينو)، إيطاليا ملعب ترابي (داخلي) 25٬000 دولار قرعة المباريات الفردية والزوجية                                       | أرانتشا روس ايبك سويلو 6–4، 6–2                             | لينا جيورشيسكا ديا هردجلاش             | فيفيان يوهازوفا جوليا جاتو مونتيكوني         | أرانتشا روس لينا جيورشيسكا كريستينا دينو ديبورا كيرفس                    |
| 22 فبراير | موسكو، روسيا ملعب صلب (indoor) $25،000 قرعة المباريات الفردية والزوجية                                                          | إيرينا خروماتشيفا 6–7(7–9)، 6–4، 6–3                        | يانا سيزيكوفا                          | اليسي ميرتنز كريستينا شميدلوفا               | أناستاسيا جاسانوفا ألينا تاراسوفا ناتيلا دزالاميدزه يوليا بريزغالوفا     |
| 22 فبراير | موسكو، روسيا ملعب صلب (indoor) $25،000 قرعة المباريات الفردية والزوجية                                                          | أناستاسيا كوماردينا نينا ستويانوفيتش 6–7(5–7)، 6–1، [12–10] | بولينا مونوفا يانا سيزيكوفا            | اليسي ميرتنز كريستينا شميدلوفا               | أناستاسيا جاسانوفا ألينا تاراسوفا ناتيلا دزالاميدزه يوليا بريزغالوفا     |
| 22 فبراير | رانشو سانتا في، الولايات المتحدة ملعب صلب $25،000 قرعة المباريات الفردية والزوجية نسخة محفوظة 2021-09-20 على موقع واي باك مشين. | تشانغ شواي 1–6، 7–5، 6–4                                    | فانيا كينغ                             | جوليا بوسوروب آسيا محمد                      | أندي دي فرومي كلوي باكيوت سيسي بيليس رافينا كينغسلي                      |
| 22 فبراير | رانشو سانتا في، الولايات المتحدة ملعب صلب $25،000 قرعة المباريات الفردية والزوجية نسخة محفوظة 2021-09-20 على موقع واي باك مشين. | آسيا محمد تايلور تاونسند 6–3، 6–4                           | جيسيكا بيجلا كارول تشاو                | جوليا بوسوروب آسيا محمد                      | أندي دي فرومي كلوي باكيوت سيسي بيليس رافينا كينغسلي                      |
| 22 فبراير | شرم الشيخ، مصر ملعب صلب $10،000 قرعة المباريات الفردية والزوجية                                                                 | تيريزا ميهاليكوفا 6–1، 6–4                                  | فارفارا فلينك                          | أناستاسيا نيفيدوفا فيرونيكا كابشاي           | آنا مورغينا كايزا رينالدو بيرسون جاكلين كاباج أواد أوانا جيورجيتا سيميون |
| 22 فبراير | شرم الشيخ، مصر ملعب صلب $10،000 قرعة المباريات الفردية والزوجية                                                                 | إلينا-تيودورا كادار أوانا جيورجيتا سيميون 6–3، 6–2          | جاكلين كاباج أواد فيرونيكا كابشاي      | أناستاسيا نيفيدوفا فيرونيكا كابشاي           | آنا مورغينا كايزا رينالدو بيرسون جاكلين كاباج أواد أوانا جيورجيتا سيميون |
| 22 فبراير | بالما نوفا، إسبانيا ملعب ترابي $10،000 قرعة المباريات الفردية والزوجية                                                          | أولغا سايث لارا 6–2، 6–4                                    | إيزابيل والاس                          | مارتينا دي جوزيبي ميلاني ستوك                | يوليانا ليزارازو غابرييلا تايلور ايرين بورييو إسكوريهويلا جوليا بايولا   |
| 22 فبراير | بالما نوفا، إسبانيا ملعب ترابي $10،000 قرعة المباريات الفردية والزوجية                                                          | مارتينا دي جوزيبي غيورغيا ماركيتي 6–2، 6–4                  | يوليانا ليزارازو ميرياما تونا          | مارتينا دي جوزيبي ميلاني ستوك                | يوليانا ليزارازو غابرييلا تايلور ايرين بورييو إسكوريهويلا جوليا بايولا   |
| 22 فبراير | الحمامات، تونس ملعب ترابي $10،000 قرعة المباريات الفردية والزوجية                                                               | شانتال شكاملوفا 6–1، 4–6، 6–3                               | ديسبينا باباميتشايل                    | سفياتلانا بيراتزينكا ساندرا سمير             | روزانا مافي فيرينا ميليس فاندا لوكاش إينيس مورتا                         |
| 22 فبراير | الحمامات، تونس ملعب ترابي $10،000 قرعة المباريات الفردية والزوجية                                                               | ديسبينا باباميتشايل شانتال شكاملوفا 6–2، 6–7(5–7)، [10–5]   | بيترا يانوسكوفا سفياتلانا بيراتزينكا   | سفياتلانا بيراتزينكا ساندرا سمير             | روزانا مافي فيرينا ميليس فاندا لوكاش إينيس مورتا                         |
| 22 فبراير | أنطاليا، تركيا ملعب ترابي $10،000 قرعة المباريات الفردية والزوجية                                                               | إلينا غابرييلا روس 7–5، 4–6، 6–2                            | نينا بوتوتشنك                          | ألكسندرا بيربر بيترا أوبرالوفا               | فيكتوريا توموفا إيوانا لوريدانا روسكا مارينا كاتشار ميرا أنتونيتش        |
| 22 فبراير | أنطاليا، تركيا ملعب ترابي $10،000 قرعة المباريات الفردية والزوجية                                                               | داشا إيفانوفا إلينا غابرييلا روس 7–6(7–1)، 6–1              | أدرييانا ليكاي فيكتوريا توموفا         | ألكسندرا بيربر بيترا أوبرالوفا               | فيكتوريا توموفا إيوانا لوريدانا روسكا مارينا كاتشار ميرا أنتونيتش        |
| 29 فبراير | ميلدورا، أستراليا عشب $25،000 قرعة المباريات الفردية والزوجية                                                                   | أناستازيا بيفوفاروفا 6–4، 4–6، 7–5                          | باربورا شتيفكوفا                       | آنا فرلجيتش سارا توميك                       | ليزا ويبورن كاتي دان جايمي فورليس ستورم ساندرز                           |
| 29 فبراير | ميلدورا، أستراليا عشب $25،000 قرعة المباريات الفردية والزوجية                                                                   | أوليفيا تجاندراموليا جيسيكا واكنيك 6–0، 6–3                 | مانا أيواكاوا يوكي تاناكا              | آنا فرلجيتش سارا توميك                       | ليزا ويبورن كاتي دان جايمي فورليس ستورم ساندرز                           |
| 29 فبراير | كامبيناس، البرازيل ملعب ترابي $25،000 قرعة المباريات الفردية والزوجية                                                           | دايانا يستريمسكا 6–4، 6–4                                   | أليز ليم                               | كاتالينا بيلا سارا سوريبس تورمو              | كوني بيرين ريكا لوكا جاني آنا بوغدان ناستازيا بورنيت                     |
| 29 فبراير | كامبيناس، البرازيل ملعب ترابي $25،000 قرعة المباريات الفردية والزوجية                                                           | غابرييلا سي فلورنسيا مولينيرو 1–6، 6–4، [10–4]              | غوادالوبي بيريز روجاس ناديه بودوروسكا  | كاتالينا بيلا سارا سوريبس تورمو              | كوني بيرين ريكا لوكا جاني آنا بوغدان ناستازيا بورنيت                     |
| 29 فبراير | نانجينغ، الصين ملعب صلب $10،000 قرعة المباريات الفردية والزوجية                                                                 | أناستاسيا جاسانوفا 6–1، 6–1                                 | شو تشينغ ون                            | شون فانغينغ جاي آو                           | غو شاشن تشاو دي لي بي تشي تانغ هوتشين                                    |
| 29 فبراير | نانجينغ، الصين ملعب صلب $10،000 قرعة المباريات الفردية والزوجية                                                                 | لي ييهونغ وانغ يان 6–2، 6–3                                 | تشن جياوي شين يوان                     | شون فانغينغ جاي آو                           | غو شاشن تشاو دي لي بي تشي تانغ هوتشين                                    |
| 29 فبراير | شرم الشيخ، مصر ملعب صلب $10،000 قرعة المباريات الفردية والزوجية                                                                 | فيكتوريا كوزموفا 4–6، 6–2، 6–1                              | فارفارا فلينك                          | آنا مورجينا فاطمة النبهاني                   | فاني أوستلوند كاتي بولتر كارولين روميو إلينا تيودورا كادار               |
| 29 فبراير | شرم الشيخ، مصر ملعب صلب $10،000 قرعة المباريات الفردية والزوجية                                                                 | ألونا فومينا يكاترينا ياشينا 6–1، 4–6، [10–8]               | أناستاسيا كوماردينا آنا مورجينا        | آنا مورجينا فاطمة النبهاني                   | فاني أوستلوند كاتي بولتر كارولين روميو إلينا تيودورا كادار               |
| 29 فبراير | مشكون، فرنسا ملعب صلب (داخلي) $10،000 قرعة المباريات الفردية والزوجية                                                           | كلير فويرشتاين 6–2، 4–6، 6–4                                | فيسنا دولونك                           | إيرينا رامياليسون مانو أركانجيولي            | ديانا مارسنكفيتشا كارتجي ليبينس صوفي أوين فيرا لابكو                     |
| 29 فبراير | مشكون، فرنسا ملعب صلب (داخلي) $10،000 قرعة المباريات الفردية والزوجية                                                           | مانو أركانجيولي سيلفيا نجيريتش 7–5، 7–6(7–5)                | إميلي فرانكاتي فيرا لابكو              | إيرينا رامياليسون مانو أركانجيولي            | ديانا مارسنكفيتشا كارتجي ليبينس صوفي أوين فيرا لابكو                     |
| 29 فبراير | طركونة، إسبانيا ملعب ترابي $10،000 قرعة المباريات الفردية والزوجية                                                              | جوزيفين بواليم 7–6(7–4)، 6–7(1–7)، 6–2                      | ايرينا ماريا بارا                      | جورجينا غارسيا بيريز أولغا سايز لارا         | أليس سافوريتي إيرين بورييو إسكوريهويلا إلين بويكينز إيفا غيريرو ألفاريز  |
| 29 فبراير | طركونة، إسبانيا ملعب ترابي $10،000 قرعة المباريات الفردية والزوجية                                                              | ايرينا ماريا بارا أليونا سوتنيكوفا 7–5، 3–6، [10–8]         | جورجينا غارسيا بيريز أولغا سايز لارا   | جورجينا غارسيا بيريز أولغا سايز لارا         | أليس سافوريتي إيرين بورييو إسكوريهويلا إلين بويكينز إيفا غيريرو ألفاريز  |
| 29 فبراير | الحمامات، تونس ملعب ترابي $10،000 قرعة المباريات الفردية والزوجية                                                               | جوليا غراير 6–3، 6–3                                        | فاندا لوكاش                            | أنجيليكا موراتيللي إينيس مورتا               | إيزابيلا شنيكوفا بولينا مونوڤا كريستينا إني كريستينا أداميسكو            |
| 29 فبراير | الحمامات، تونس ملعب ترابي $10،000 قرعة المباريات الفردية والزوجية                                                               | جوليا غراير إيزابيلا شنيكوفا 7–5، 6–0                       | يوليا كالابينا بولينا مونوڤا           | أنجيليكا موراتيللي إينيس مورتا               | إيزابيلا شنيكوفا بولينا مونوڤا كريستينا إني كريستينا أداميسكو            |
| 29 فبراير | أنطاليا، تركيا ملعب ترابي $10،000 قرعة المباريات الفردية والزوجية                                                               | فيكتوريا توموفا 4–6، 6–2، 7–5                               | سوزان سيليك                            | إيوانا لوريدانا روسكا ليزا سابينو            | تشيلا أرجيلان تيريزا ماليكوفا أدريان ليكاي كورينا دينتوني                |
| 29 فبراير | أنطاليا، تركيا ملعب ترابي $10،000 قرعة المباريات الفردية والزوجية                                                               | فيفيان يوهاسزوفا تيريزا ماليكوفا 6–0، 6–4                   | رالوكا كيوفريلا إيوانا لوريدانا روسكا  | إيوانا لوريدانا روسكا ليزا سابينو            | تشيلا أرجيلان تيريزا ماليكوفا أدريان ليكاي كورينا دينتوني                |

### مارس
| الأسبوع | البطولة | الفائزات                                                          | الوصيفات                               | المتأهلات لنصف النهائي                  | المتأهلات لربع النهائي                                                          |
| ------- | --- | ----------------------------------------------------------------- | -------------------------------------- | --------------------------------------- | ------------------------------------------------------------------------------- |
| 7 مارس  | كوريتيبا، البرازيل ملعب ترابي $25،000 قرعة المباريات الفردية والزوجية                                                                     | كاطالينا بيلا 5–7، 6–4، 6–2                                       | سيندي بيرغر                            | ريكا لوكا جاني روبن أندرسون             | أليز ليم ميرتل جورج كوني بيرين مارتينا كارغارو                                  |
| 7 مارس  | كوريتيبا، البرازيل ملعب ترابي $25،000 قرعة المباريات الفردية والزوجية                                                                     | كاطالينا بيلا دانييلا سيغيل 6–3، 7–6(7–5)                         | مارتينا كارغارو ريكا لوكا جاني         | ريكا لوكا جاني روبن أندرسون             | أليز ليم ميرتل جورج كوني بيرين مارتينا كارغارو                                  |
| 7 مارس  | Abierto de Puebla بويبلا، المكسيك ملعب صلب (indoor) $25،000 قرعة المباريات الفردية والزوجية نسخة محفوظة 2016-03-09 على موقع واي باك مشين. | إيرينا خروماتشيفا 6–3، 6–2                                        | ريتشل هوجينكامب                        | أوسيان دودان إليتسا كوستوفا             | فاني ستولار ريناتا زارازوا ألكساندرينا نايدينوفا ريبيكا سرامكوفا                |
| 7 مارس  | Abierto de Puebla بويبلا، المكسيك ملعب صلب (indoor) $25،000 قرعة المباريات الفردية والزوجية نسخة محفوظة 2016-03-09 على موقع واي باك مشين. | أكيكو أومي بارثانا ثومبار 6–4، 2–6، [10–8]                        | إيرينا خروماتشيفا كسينيا ليكينا        | أوسيان دودان إليتسا كوستوفا             | فاني ستولار ريناتا زارازوا ألكساندرينا نايدينوفا ريبيكا سرامكوفا                |
| 7 مارس  | نانجينغ، الصين ملعب صلب $10،000 قرعة المباريات الفردية والزوجية                                                                           | ليو فانجزو 6–3، 6–2                                               | تيان ران                               | تشاو دي تشانغ لينغ                      | سون شوشيو شو تشينغ ون زانغ يوكين وانغ يان                                       |
| 7 مارس  | نانجينغ، الصين ملعب صلب $10،000 قرعة المباريات الفردية والزوجية                                                                           | لي بي تشي زانغ يينغ 6–2، 7–5                                      | شون فانغيينغ تشاو دي                   | تشاو دي تشانغ لينغ                      | سون شوشيو شو تشينغ ون زانغ يوكين وانغ يان                                       |
| 7 مارس  | شرم الشيخ، مصر ملعب صلب $10،000 قرعة المباريات الفردية والزوجية                                                                           | آنا مورجينا 1–6، 6–0، 6–3                                         | كارولينا موتشوفا                       | أناستاسيا كوماردينا جوليا تيرزيسكا      | كاتيرينا ياشينا فاليريا غورلاتس آنا زيا فاطمة النبهاني                          |
| 7 مارس  | شرم الشيخ، مصر ملعب صلب $10،000 قرعة المباريات الفردية والزوجية                                                                           | ألونا فومينا كاتيرينا ياشينا 7–6(7–2)، 3–6، [10–8]                | أناستاسيا كوماردينا آنا مورجينا        | أناستاسيا كوماردينا جوليا تيرزيسكا      | كاتيرينا ياشينا فاليريا غورلاتس آنا زيا فاطمة النبهاني                          |
| 7 مارس  | أميان، فرنسا ملعب ترابي (داخلي) $10،000 قرعة المباريات الفردية والزوجية                                                                   | لورا شايدر 1–6، 6–3، 6–3                                          | جويا باربييري                          | كاثارينا هوبغارسكي تاتيانا بوا          | إليكسان ليتشيميا مارتينا دي جوسيبي كلارتجي ليبينس ديبورا كيرفس                  |
| 7 مارس  | أميان، فرنسا ملعب ترابي (داخلي) $10،000 قرعة المباريات الفردية والزوجية                                                                   | جويا باربييري غيورغيا ماركيتي 6–3، 6–4                            | أليس باكي كيمبرلي زيمرمان              | كاثارينا هوبغارسكي تاتيانا بوا          | إليكسان ليتشيميا مارتينا دي جوسيبي كلارتجي ليبينس ديبورا كيرفس                  |
| 7 مارس  | الحمامات، تونس ملعب ترابي $10،000 قرعة المباريات الفردية والزوجية                                                                         | إيزابيلا شنيكوفا 6–4، 6–4                                         | جوليا جربر                             | مارغو ييروليموس لينا جورشكسا            | فدريكا براتي ماغدلينا بانتشكوفا أنجيليكا موراتيلي بولينا مونوفا                 |
| 7 مارس  | الحمامات، تونس ملعب ترابي $10،000 قرعة المباريات الفردية والزوجية                                                                         | جوليا جربر نعومي توتكا 7–5، 1–6، [13–11]                          | لينا جورشكسا إيزابيلا شنيكوفا          | مارغو ييروليموس لينا جورشكسا            | فدريكا براتي ماغدلينا بانتشكوفا أنجيليكا موراتيلي بولينا مونوفا                 |
| 7 مارس  | أنطاليا، تركيا ملعب ترابي 10،000$ قرعة المباريات الفردية والزوجية                                                                         | آنه شيفر 6–3، 6–3                                                 | أناستاسيا فاسيليفا                     | فيفيان يوهاسوها كريستينا دينو           | كارولين كيرز أناستازيا فدوفينكو مارتا بايجينا إيفون نويورث                      |
| 7 مارس  | أنطاليا، تركيا ملعب ترابي 10،000$ قرعة المباريات الفردية والزوجية                                                                         | إيفون نويورث نيكول روتمان 2–6، 6–4، [10–5]                        | أندريا غيتيسكو رالوكا شيربان           | فيفيان يوهاسوها كريستينا دينو           | كارولين كيرز أناستازيا فدوفينكو مارتا بايجينا إيفون نويورث                      |
| 7 مارس  | وستون، الولايات المتحدة ملعب ترابي 10،000$ قرعة المباريات الفردية والزوجية                                                                | كاترينا ستيوارت 3–6، 6–2، 6–1                                     | شانيل سيموندز                          | شو شيلين نينا أليباليتش                 | ألريكك إيكري صوفي تشانغ تيس سوغانو إيما بورجيك بوكو                             |
| 7 مارس  | وستون، الولايات المتحدة ملعب ترابي 10،000$ قرعة المباريات الفردية والزوجية                                                                | كاترينا ستيوارت تيس سوغانو 7–6(7–2)، 6–3                          | جولييتا إستابل جاسمين باوليني          | شو شيلين نينا أليباليتش                 | ألريكك إيكري صوفي تشانغ تيس سوغانو إيما بورجيك بوكو                             |
| 14 مارس | كانبرا، أستراليا ملعب ترابي $25،000 قرعة المباريات الفردية والزوجية                                                                       | إري هوزمي 3–6، 6–3، 6–7(3–7)                                      | ديستاني أيافا                          | أوليفيا تجاندراموليا شيرازاد ريكس       | بيا كونينغ نايكثا بينز كاتي دان لو جياجينغ                                      |
| 14 مارس | كانبرا، أستراليا ملعب ترابي $25،000 قرعة المباريات الفردية والزوجية                                                                       | أشلي بارتي أرينا روديونوفا 4–6، 2–6                               | كاناي هيسامي فاراتشايا وونجتينتشاي     | أوليفيا تجاندراموليا شيرازاد ريكس       | بيا كونينغ نايكثا بينز كاتي دان لو جياجينغ                                      |
| 14 مارس | إيرابواتو، المكسيك ملعب صلب $25،000+H قرعة المباريات الفردية والزوجية                                                                     | فرانسواز أبندا 2–6، 4–6                                           | ليزلي كيرخوف                           | غابرييلا تايلور إليتسا كوستوفا          | آنا صوفيا سانشيز إيرينا خروماتشيفا أماندين هيس كريستي آهن                       |
| 14 مارس | إيرابواتو، المكسيك ملعب صلب $25،000+H قرعة المباريات الفردية والزوجية                                                                     | ليودميلا كيتشينوك ناديا كيتشينوك 1–6، 4–6                         | أكيكو أومائي بارتانا ثومبار            | غابرييلا تايلور إليتسا كوستوفا          | آنا صوفيا سانشيز إيرينا خروماتشيفا أماندين هيس كريستي آهن                       |
| 14 مارس | نانجينغ، الصين ملعب صلب $10،000 قرعة المباريات الفردية والزوجية                                                                           | ليو تشانغ 4–6، 7–6(8–6)، 6–1                                      | يو إكسياودي                            | كيم نا ري جاي آو                        | تشاو دي تانغ هوتشين كامونوان بوايام نوبون ليرتشيواكارن                          |
| 14 مارس | نانجينغ، الصين ملعب صلب $10،000 قرعة المباريات الفردية والزوجية                                                                           | شايين إيويك روزالي فان دير هوك 6–4، 6–2                           | كسينيا بيكر ليدزيا ماروزافا            | كيم نا ري جاي آو                        | تشاو دي تانغ هوتشين كامونوان بوايام نوبون ليرتشيواكارن                          |
| 14 مارس | شرم الشيخ، مصر ملعب صلب $10،000 قرعة المباريات الفردية والزوجية                                                                           | آنا زيا 6–4، 7–5                                                  | أناستاسيا كوماردينا                    | يانا سيزيكوفا جوليا تيرزييسكا           | كارين كينيل كارولينا موتشوفا آنا مورجينا فاليريا جورلاتس                        |
| 14 مارس | شرم الشيخ، مصر ملعب صلب $10،000 قرعة المباريات الفردية والزوجية                                                                           | أناستاسيا كوماردينا يانا سيزيكوفا 3–6، 6–3، [10–6]                | فيرونيكا كابشاي كارين كينيل            | يانا سيزيكوفا جوليا تيرزييسكا           | كارين كينيل كارولينا موتشوفا آنا مورجينا فاليريا جورلاتس                        |
| 14 مارس | جونيس، فرنسا ملعب ترابي (indoor) $10،000 قرعة المباريات الفردية والزوجية                                                                  | كاثينكا فون ديكمان 6–3، 3–6، 6–4                                  | أولغا سايز لار                         | مارين بارتو لورا شيدر                   | آنا كلاسن مارتينا كولمينا غيورغيا ماركيتي جوزفين بواليم                         |
| 14 مارس | جونيس، فرنسا ملعب ترابي (indoor) $10،000 قرعة المباريات الفردية والزوجية                                                                  | مارين بارتو لايتيشيا سارازين 6–1، 3–6، [10–6]                     | فالنتيني جراماتيكوبولو جوستينا ججيولكا | مارين بارتو لورا شيدر                   | آنا كلاسن مارتينا كولمينا غيورغيا ماركيتي جوزفين بواليم                         |
| 14 مارس | الحمامات، تونس ملعب ترابي $10،000 قرعة المباريات الفردية والزوجية                                                                         | إيزابيلا شنيكوفا 6–1، 4–6، 7–6(7–2)                               | إيرينا ماريا بارا                      | جوليا بايولا لينا جورشيسكا              | مارغو ييروليموس ياسمين المنصوري مارينا كاتشار كلوديا جيوفين                     |
| 14 مارس | الحمامات، تونس ملعب ترابي $10،000 قرعة المباريات الفردية والزوجية                                                                         | جورجيا بريشيا ديسبينا باباميتشايل 4–6، 6–2، [10–7]                | أليس بالدوتشي كلوديا جيوفين            | جوليا بايولا لينا جورشيسكا              | مارغو ييروليموس ياسمين المنصوري مارينا كاتشار كلوديا جيوفين                     |
| 14 مارس | أنطاليا، تركيا ملعب ترابي $10،000 قرعة المباريات الفردية والزوجية                                                                         | ماركيتا فوندروسوفا 6–2، 6–0                                       | ليزا سابينو                            | كريستينا دينو أناستاسيا فاسيليفا        | أولغا دوروشينا تاييسيا مورديرغير نيكوليتا داسكالو أندريا غيتيسكو                |
| 14 مارس | أنطاليا، تركيا ملعب ترابي $10،000 قرعة المباريات الفردية والزوجية                                                                         | أولغا دوروشينا أناستاسيا فاسيليفا 6–2، 6–1                        | ناتالي نوفوتنا ماركيتا فوندروسوفا      | كريستينا دينو أناستاسيا فاسيليفا        | أولغا دوروشينا تاييسيا مورديرغير نيكوليتا داسكالو أندريا غيتيسكو                |
| 14 مارس | أورلاندو، الولايات المتحدة ملعب ترابي $10،000 قرعة المباريات الفردية والزوجية                                                             | كاترينا ستيوارت 6–4، 6–3                                          | غريس مين                               | جيسيكا بيجلا جوليا واتشاتسيك            | جاسمين باوليني تيس سوجنو زوزانا زلوشوفا ساناز ماراند                            |
| 14 مارس | أورلاندو، الولايات المتحدة ملعب ترابي $10،000 قرعة المباريات الفردية والزوجية                                                             | أولريك إيكري كيرين ليموين 6–1، 6–3                                | إيما بورغيتش بوكو ديا إفتيموفا         | جيسيكا بيجلا جوليا واتشاتسيك            | جاسمين باوليني تيس سوجنو زوزانا زلوشوفا ساناز ماراند                            |
| 21 مارس | كأس بلوسوم تشوانتشو، الصين ملعب صلب $50٬000 فردي – زوجي                                                                                   | وانغ كيانغ 6–2، 6–2                                               | ليو فانجزو                             | لوكسيكا كومخوم جانغ سو جونج             | اليسي ميرتنز ليو تشانغ تشو لين قاو شينيو                                        |
| 21 مارس | كأس بلوسوم تشوانتشو، الصين ملعب صلب $50٬000 فردي – زوجي                                                                                   | شاكو أوياما ماكوتو نينوميا 6–3، 6–0                               | لو جينغجينغ تشانغ يوكسوان              | لوكسيكا كومخوم جانغ سو جونج             | اليسي ميرتنز ليو تشانغ تشو لين قاو شينيو                                        |
| 21 مارس | كانبرا، أستراليا ملعب ترابي $25٬000 قرعة المباريات الفردية والزوجية                                                                       | كاتو ميو 6–4، 7–6(7–3)                                            | آنا بوندار                             | لي يا شوآن فاراتشايا وونجتينتشاي        | أرينا روديونوفا باربورا شتي فكوفا فيفيان هيزن لو جياجينغ                        |
| 21 مارس | كانبرا، أستراليا ملعب ترابي $25٬000 قرعة المباريات الفردية والزوجية                                                                       | أشلي بارتي أرينا روديونوفا 5–7، 6–3، [10–7]                       | إري هوزمي كاتو ميو                     | لي يا شوآن فاراتشايا وونجتينتشاي        | أرينا روديونوفا باربورا شتي فكوفا فيفيان هيزن لو جياجينغ                        |
| 21 مارس | نيبلز، الولايات المتحدة ملعب ترابي $25٬000 قرعة المباريات الفردية والزوجية                                                                | باربارا هاس 3–6، 6–2، 6–2                                         | إليزافيتا إيانتشوك                     | آنه شيفر شارون فيشمان                   | فرانسواز أبندا ايبك سويلو ليسلي كيركوفي أمرا ساديكوفيتش                         |
| 21 مارس | نيبلز، الولايات المتحدة ملعب ترابي $25٬000 قرعة المباريات الفردية والزوجية                                                                | فاليريا سولوفيفا مارينا زانيفسكا 7–5، 6–0                         | صوفي تشانغ كويرين ليموين               | آنه شيفر شارون فيشمان                   | فرانسواز أبندا ايبك سويلو ليسلي كيركوفي أمرا ساديكوفيتش                         |
| 21 مارس | ساو جوزيه دو ريو بريتو، البرازيل ملعب ترابي $10،000 قرعة المباريات الفردية والزوجية                                                       | لورا بيجوسي 6–1، 7–5                                              | فرناندا بريتو                          | فيكتوريا بوثيو ناثالي كوراتا            | أندريا كوخ بنفنوتو غوادالوبي بيريز روجاس باربارا غاتيكا كاميلا جيانجريكو كامبيز |
| 21 مارس | ساو جوزيه دو ريو بريتو، البرازيل ملعب ترابي $10،000 قرعة المباريات الفردية والزوجية                                                       | كارولينا ألفيس كاميلا جيانجريكو كامبيز 6–3، 6–4                   | ماريا فرناندا هيرازو نويليا زيبالوس    | فيكتوريا بوثيو ناثالي كوراتا            | أندريا كوخ بنفنوتو غوادالوبي بيريز روجاس باربارا غاتيكا كاميلا جيانجريكو كامبيز |
| 21 مارس | شرم الشيخ، مصر ملعب صلب $10،000 قرعة المباريات الفردية والزوجية                                                                           | كارولينا موتشوفا 6–0، 6–2                                         | أناستاسيا كوماردينا                    | ناستجا كولار يانا سيزيكوفا              | أنستاسيا شوشنا إلينا-تيودورا كادار ديسبينا باباميتشايل فيرونيكا كابشاي          |
| 21 مارس | شرم الشيخ، مصر ملعب صلب $10،000 قرعة المباريات الفردية والزوجية                                                                           | فيرونيكا كابشاي أنستاسيا شوشنا 6–1، 6–2                           | كارين كينيل ديسبينا باباميتشايل        | ناستجا كولار يانا سيزيكوفا              | أنستاسيا شوشنا إلينا-تيودورا كادار ديسبينا باباميتشايل فيرونيكا كابشاي          |
| 21 مارس | لو هافر، فرنسا ملعب ترابي (indoor) $10،000 قرعة المباريات الفردية والزوجية                                                                | مارتينا دي جوزيبي 6–3، 6–0                                        | صوفي أوين                              | كاثينكا فون ديكمان إلين بويكنز          | برناردا بيرا مارتينا كولمنيا آنا ريموندينا جورجينا غارسيا بيريز                 |
| 21 مارس | لو هافر، فرنسا ملعب ترابي (indoor) $10،000 قرعة المباريات الفردية والزوجية                                                                | برناردا بيرا سابرينا سانتماريا 6–2، 6–2                           | جورجينا غارسيا بيريز ديانا مارسنكفيتشا | كاثينكا فون ديكمان إلين بويكنز          | برناردا بيرا مارتينا كولمنيا آنا ريموندينا جورجينا غارسيا بيريز                 |
| 21 مارس | كاندية، اليونان ملعب صلب 10٬000 دولار قرعة المباريات الفردية والزوجية                                                                     | جولي جيرفيس 6–3، 7–6(7–5)                                         | بولينا فينوغرادوفا                     | أماندا كاريراس فيكتوريا كان             | ألكساندرا بوسبلوفا جينيفر زيربون إميلي فرانكاتي مريم كولودجييوفا                |
| 21 مارس | كاندية، اليونان ملعب صلب 10٬000 دولار قرعة المباريات الفردية والزوجية                                                                     | ألكساندرا بوسبلوفا ألينا سيليتش 6–2، 6–2                          | أماندا كاريراس أليس سافوريتي           | أماندا كاريراس فيكتوريا كان             | ألكساندرا بوسبلوفا جينيفر زيربون إميلي فرانكاتي مريم كولودجييوفا                |
| 21 مارس | نيشيتاما، اليابان ملعب صلب 10٬000 دولار قرعة المباريات الفردية والزوجية                                                                   | ماجدالينا فريتش 7–5، 6–4                                          | ماي مينوكوشي                           | إيرينا هاياشي شو تشينغ ون               | أيانو شيميزو ميكي ميامرا يوكي تاناكا لي بي تشي                                  |
| 21 مارس | نيشيتاما، اليابان ملعب صلب 10٬000 دولار قرعة المباريات الفردية والزوجية                                                                   | روبو كاجيتاني ميهوتشي مياهارا 4–6، 6–2، [10–6]                    | موموكو كوبوري تشيهيرو موراماتسو        | إيرينا هاياشي شو تشينغ ون               | أيانو شيميزو ميكي ميامرا يوكي تاناكا لي بي تشي                                  |
| 21 مارس | الحمامات، تونس ملعب ترابي 10٬000 دولار قرعة المباريات الفردية والزوجية                                                                    | كلوديا جيوفين 6–4، 0–6                                            | إيلينا غابرييلا روس                    | إيرينا ماريا بارا جوليا جريبير          | كاثرينا هوغبارسكي مارتينا سبغاريللي كريستينا أدامسكو إيرين بوريو إسكوريهويلا    |
| 21 مارس | الحمامات، تونس ملعب ترابي 10٬000 دولار قرعة المباريات الفردية والزوجية                                                                    | جوليا جريبير إيزابيل والاس 6–1، 3–6                               | كلوديا جيوفين سنيها ديفي ريدي          | إيرينا ماريا بارا جوليا جريبير          | كاثرينا هوغبارسكي مارتينا سبغاريللي كريستينا أدامسكو إيرين بوريو إسكوريهويلا    |
| 21 مارس | أنطاليا، تركيا ملعب صلب $10،000 قرعة المباريات الفردية والزوجية                                                                           | كارولين روميو 3–6، 1–6                                            | أمينات كوشخوفا                         | يوليانا ليزارازو ميكايلا أونتشوفا       | فيكتوريا كوزموفا كيمبرلي زيميرمان ناتاليا فاجدوفا فيفيان يوهاسوفا               |
| 21 مارس | أنطاليا، تركيا ملعب صلب $10،000 قرعة المباريات الفردية والزوجية                                                                           | آغنيس بوكتا فيفيان يوهاسوفا 4–6، 1–6                              | ميكايلا أونتشوفا شانتال شكاملوفا       | يوليانا ليزارازو ميكايلا أونتشوفا       | فيكتوريا كوزموفا كيمبرلي زيميرمان ناتاليا فاجدوفا فيفيان يوهاسوفا               |
| 28 مارس | إنجي أوبن دي سين-إي-مارن كرويسي-بوبرج، فرنسا ملعب صلب (indoor) $50،000 فردي – زوجي                                                        | إيفانا جوروفيتش 6–1، 4–6، 6–4                                     | بولين بارمنتييه                        | أوسيان دودان سورانا كريستيا             | ألكسندرا بانوفا ستيفاني فوجيلي أندريا ميتو أنس جابر                             |
| 28 مارس | إنجي أوبن دي سين-إي-مارن كرويسي-بوبرج، فرنسا ملعب صلب (indoor) $50،000 فردي – زوجي                                                        | جوسلين ري آنا سميث 6–4، 6–1                                       | Lenka Kunčíková Karolína Stuchlá       | أوسيان دودان سورانا كريستيا             | ألكسندرا بانوفا ستيفاني فوجيلي أندريا ميتو أنس جابر                             |
| 28 مارس | الحدث الاحترافي لكزس للسيدات USTA أوسبري، الولايات المتحدة ملعب ترابي $50،000 فردي – زوجي                                                 | ماديسون برينجل 4–6، 6–4، 6–3                                      | لارا أروابارينا                        | ريبيكا بيترسون ماريا سكاري              | سامانثا كراوفورد أناستازيا سيفاستوفا تاتيانا ماريا آنه شيفر                     |
| 28 مارس | الحدث الاحترافي لكزس للسيدات USTA أوسبري، الولايات المتحدة ملعب ترابي $50،000 فردي – زوجي                                                 | آسيا محمد تايلور تاونسند 6–1، 6–7(5–7)، [10–4]                    | لويزا تشيريكو كاترينا ستيوارت          | ريبيكا بيترسون ماريا سكاري              | سامانثا كراوفورد أناستازيا سيفاستوفا تاتيانا ماريا آنه شيفر                     |
| 28 مارس | كوفو الدولية المفتوحة كوفو (ياماناشي)، اليابان ملعب صلب $25،000 قرعة المباريات الفردية والزوجية                                           | Susanne Celik 7–6(7–3)، 6–3                                       | تشو لين                                | تشانغ يوكسوان لي يا هسوان               | إري هوزمي هان نا لاي ميسا إجوشي باربورا كرجتشيكوفا                              |
| 28 مارس | كوفو الدولية المفتوحة كوفو (ياماناشي)، اليابان ملعب صلب $25،000 قرعة المباريات الفردية والزوجية                                           | شاكو أوياما إيرينا هاياشي 7–5، 7–5                                | كاناي هيسامي كوتومي تاكاتا             | تشانغ يوكسوان لي يا هسوان               | إري هوزمي هان نا لاي ميسا إجوشي باربورا كرجتشيكوفا                              |
| 28 مارس | المنامة، البحرين ملعب صلب $10،000 قرعة المباريات الفردية والزوجية                                                                         | تيريزا ميهاليكوفا 7–5، 6–1                                        | آنا كالينسكايا                         | كاثارينا لينيرت بريرنا بامبري           | لو جياجينغ كاميلا كيريمبايفا فيفيان هايسن فاطمة النبهاني                        |
| 28 مارس | المنامة، البحرين ملعب صلب $10،000 قرعة المباريات الفردية والزوجية                                                                         | آنا كالينسكايا تيريزا ميهاليكوفا 7–5، 6–3                         | كاثارينا هيرينج كيمبرلي زيمرمان        | كاثارينا لينيرت بريرنا بامبري           | لو جياجينغ كاميلا كيريمبايفا فيفيان هايسن فاطمة النبهاني                        |
| 28 مارس | ساو جوزيه دوس كامبوس، البرازيل ملعب ترابي $10،000 قرعة المباريات الفردية والزوجية                                                         | ناديه بودوروسكا 7–6(7–2)، 6–1                                     | غابرييلا سي                            | غوادالوبي بيريز روجاس ناثالي كوراتا     | كونستانزا فيغا كاميلا جيانجريكو كامبيز فرناندا بريتو ناثاليا روسي               |
| 28 مارس | ساو جوزيه دوس كامبوس، البرازيل ملعب ترابي $10،000 قرعة المباريات الفردية والزوجية                                                         | كاميلا جيانجريكو كامبيز كونستانزا فيغا 6–7(5–7)، 7–6(7–5)، [10–8] | غوادالوبي بيريز روجاس ناديه بودوروسكا  | غوادالوبي بيريز روجاس ناثالي كوراتا     | كونستانزا فيغا كاميلا جيانجريكو كامبيز فرناندا بريتو ناثاليا روسي               |
| 28 مارس | شرم الشيخ، مصر ملعب صلب $10،000 قرعة المباريات الفردية والزوجية                                                                           | ماريم بولكفادزي 6–3، 7–5                                          | صوفيا زهوك                             | مارغريتا سكريابينيا ديسبينا باباميتشايل | ناستجا كولار بريندا نجوكي فيكتوريا مونتيان تمارا تشروفيتش                       |
| 28 مارس | شرم الشيخ، مصر ملعب صلب $10،000 قرعة المباريات الفردية والزوجية                                                                           | ماريم بولكفادزي ناستجا كولار 7–6(7–0)، 7–5                        | ألكسندرا كوراشفيلي مارغريتا لازاريفا   | مارغريتا سكريابينيا ديسبينا باباميتشايل | ناستجا كولار بريندا نجوكي فيكتوريا مونتيان تمارا تشروفيتش                       |
| 28 مارس | هيراكليون، اليونان ملعب صلب $10،000 قرعة المباريات الفردية والزوجية                                                                       | ألكسندرا بوسبيلوفا 6–1، 6–4                                       | لورا شيدر                              | أليونا سوتنيكوفا جولي جيرفيه            | كلارتجي ليبيينز فيكتوريا كان أماندا كاريراس أوانا جيورجيتا سيميون               |
| 28 مارس | هيراكليون، اليونان ملعب صلب $10،000 قرعة المباريات الفردية والزوجية                                                                       | ألكسندرا بوسبيلوفا ألينا سيليتش 6–3، 6–4                          | ديبورا كييزا أدريانا ليكاي             | أليونا سوتنيكوفا جولي جيرفيه            | كلارتجي ليبيينز فيكتوريا كان أماندا كاريراس أوانا جيورجيتا سيميون               |
| 28 مارس | تورنيو إنترناسيونال تشالنجر ليون ليون، المكسيك ملعب صلب $10،000 قرعة المباريات الفردية والزوجية                                           | ريناتا زارازوا 2–6، 6–3، 6–2                                      | آنا صوفيا سانشيز                       | نازاري أوربينا شانيل سيموندز            | Victoria Rodríguez ألكسندرا موروزوفا غابرييلا تايلور زوي جوين سكانداليس         |
| 28 مارس | تورنيو إنترناسيونال تشالنجر ليون ليون، المكسيك ملعب صلب $10،000 قرعة المباريات الفردية والزوجية                                           | شانيل سيموندز ريناتا زارازوا 6–0، 6–2                             | سابستيني ليون نازاري أوربينا           | نازاري أوربينا شانيل سيموندز            | Victoria Rodríguez ألكسندرا موروزوفا غابرييلا تايلور زوي جوين سكانداليس         |
| 28 مارس | الحمامات، تونس ملعب ترابي $10،000 قرعة المباريات الفردية والزوجية                                                                         | إلينا غابرييلا روس 6–4، 6–1                                       | جوليا غرا بير                          | كاثارينا هوغبارسكي كورينا دينتوني       | ديا إفتيموفا جايا سانيسي بيا تشوك كسينيا شريفوفا                                |
| 28 مارس | الحمامات، تونس ملعب ترابي $10،000 قرعة المباريات الفردية والزوجية                                                                         | كاثارينا هوغبارسكي إلينا غابرييلا روس 6–4، 6–4                    | علا أبو ذكري سنهدي في ريدي             | كاثارينا هوغبارسكي كورينا دينتوني       | ديا إفتيموفا جايا سانيسي بيا تشوك كسينيا شريفوفا                                |
| 28 مارس | أنطاليا، تركيا ملعب صلب $10،000 قرعة المباريات الفردية والزوجية                                                                           | فيكتوريا توموفا 6–0، 6–4                                          | كارولين روميو                          | ميكايلا أونتشوفا أناستاسيا فاسيليفا     | هارييت دارت فيكتوريا كوزموفا إيفون كافاي رييمرز أيلا أكسو                       |
| 28 مارس | أنطاليا، تركيا ملعب صلب $10،000 قرعة المباريات الفردية والزوجية                                                                           | أييلا أكسو ميليس سيزر 6–3، 6–3                                    | فيكتوريا توموفا أناستاسيا فاسيليفا     | ميكايلا أونتشوفا أناستاسيا فاسيليفا     | هارييت دارت فيكتوريا كوزموفا إيفون كافاي رييمرز أيلا أكسو                       |

## الروابط الخارجية
- "10،600 لاعبة، 1135 حدثًا: جولة الاتحاد الدولي لكرة المضرب العالمية للسيدات لعام 2023 بالأرقام". الاتحاد الدولي لكرة المضرب. اطلع عليه بتاريخ 2024-01-02.
- "أجندة جولة الاتحاد الدولي لكرة المضرب العالمية للسيدات". الاتحاد الدولي لكرة المضرب. اطلع عليه بتاريخ 2024-01-02.
- الاتحاد الدولي لكرة المضرب